# Старцы (мифы Ктулху)
Старцы (англ. Elder Things, Old Ones, Elder Ones) — вымышленная раса инопланетян, созданных Говардом Филлипсом Лавкрафтом, ставшая неотъемлемой частью «Мифов Ктулху». Эти существа жили на Земле в доисторические времена. Впервые упомянутые в романе «Хребты Безумия» (1931), но ранее упоминались в сонете «Грибы с Юггота» (1929). Также Лавкрафт упоминает Старцев в рассказах «Грёзы в ведьмовском доме» (1932) и «За гранью времён» (1936). Старцы описаны в «Некрономиконе».

## Внешний вид
Лавкрафт так описывает Старцев в повести «Хребты Безумия»:

Тёмно-серого цвета, хорошо гнутся и необычайно прочные. Семифутовые перепончатые “крылья” того же цвета, могли быть сложенными и идут из борозд между складками. Они более светлого цвета. Остов трубчатый, на концах имеются небольшие отверстия. В раскрытом состоянии – по краям зубчатые. В центре тела, на каждой из пяти вертикальных, похожих на клёпки, складок – гибкие лапы-щупальца светло-серого цвета. Обвёрнутые вокруг тела, они способны в деятельном состоянии дотягиваться до предметов на расстоянии трёх футов – как примитивная морская лилия с ветвящимися лучами. Отдельные щупальца у основания – трёх дюймов в диаметре, через шесть дюймов они членятся на пять щупалец, каждое из которых ещё через восемь дюймов разветвляется на столько же тонких, сужающихся к концу щупалец-усиков – так что на каждой “ грозди” было в общем по 25 щупалец.
Венчает торс светло-серая, раздутая, как от жабр, "шея ", на которой сидит жёлтая пятиконечная, похожая на морскую звезду “головка”, поросшая жёсткими разноцветными волосиками длиной в три дюйма. Гибкие желтоватые трубочки длиной три дюйма свисают с каждого из пяти концов массивной (около двух футов в окружности) головки. В самом центре её – узкая щель, возможно, начальная часть дыхательных путей. На конце каждой трубочки сферическое утолщение, затянутое жёлтой плёнкой, под которой скрывается стекловидный шарик с радужной оболочкой красного цвета – очевидно, глаз. Из внутренних углов головки тянутся ещё пять красноватых трубочек, несколько длиннее первых, они заканчиваются своего рода мешочками, которые при нажиме раскрываются, и по краям круглых отверстий, диаметром два дюйма, хорошо видны острые выступы белого цвета, наподобие зубов. По-видимому, это рот. Все эти трубочки, волосики и пять концов головки аккуратно сложены и прижаты к раздутой шее и торсу. Гибкость тканей при такой прочности – удивительная.
    В нижней части туловища находится грубая копия головки, но с другими функциями. На светло-серой раздутой лжешее отсутствует подобие жабр, она сразу переходит в зеленоватое пятиконечное утолщение, тоже напоминающее морскую звезду. Внизу также находятся прочные мускулистые щупальца длиной около четырёх футов. У самого туловища ширина их в диаметре составляет семь дюймов, но к концу они утончаются, достигая не более двух с половиной дюймов, и переходят в зеленоватую треугольную перепончатую “лапку” с пятью фалангами. Длина её – восемь дюймов, ширина у “запястья" – шесть. Эта лапа, плавник или нога, словом, то, что оставило свой след на камне от тысячи до пятидесяти – шестидесяти миллионов лет назад. Из внутренних углов пятиконечного нижнего утолщения также тянутся двухфутовые красноватые трубочки, ширина которых колеблется от трёх дюймов у основания до одного – на конце. Заканчиваются они отверстиями. Трубочки необычайно плотные и прочные и при этом удивительно гибкие.Оригинальный текст (англ.)Dark grey, flexible, and infinitely tough. Seven-foot membraneous wings of same colour, found folded, spread out of furrows between ridges. Wing framework tubular or glandular, of lighter grey, with orifices at wing tips. Spread wings have serrated edge. Around equator, one at central apex of each of the five vertical, stave-like ridges, are five systems of light grey flexible arms or tentacles found tightly folded to torso but expansible to maximum length of over 3 feet. Like arms of primitive crinoid. Single stalks 3 inches diameter branch after 6 inches into five sub-stalks, each of which branches after 8 inches into five small, tapering tentacles or tendrils, giving each stalk a total of 25 tentacles.
     “At top of torso blunt bulbous neck of lighter grey with gill-like suggestions holds yellowish five-pointed starfish-shaped apparent head covered with three-inch wiry cilia of various prismatic colours. Head thick and puffy, about 2 feet point to point, with three-inch flexible yellowish tubes projecting from each point. Slit in exact centre of top probably breathing aperture. At end of each tube is spherical expansion where yellowish membrane rolls back on handling to reveal glassy, red-irised globe, evidently an eye. Five slightly longer reddish tubes start from inner angles of starfish-shaped head and end in sac-like swellings of same colour which upon pressure open to bell-shaped orifices 2 inches maximum diameter and lined with sharp white tooth-like projections. Probable mouths. All these tubes, cilia, and points of starfish-head found folded tightly down; tubes and points clinging to bulbous neck and torso. Flexibility surprising despite vast toughness.
     “At bottom of torso rough but dissimilarly functioning counterparts of head arrangements exist. Bulbous light-grey pseudo-neck, without gill suggestions, holds greenish five-pointed starfish-arrangement. Tough, muscular arms 4 feet long and tapering from 7 inches diameter at base to about 2.5 at point. To each point is attached small end of a greenish five-veined membraneous triangle 8 inches long and 6 wide at farther end. This is the paddle, fin, or pseudo-foot which has made prints in rocks from a thousand million to fifty or sixty million years old. From inner angles of starfish-arrangement project two-foot reddish tubes tapering from 3 inches diameter at base to 1 at tip. Orifices at tips. All these parts infinitely tough and leathery, but extremely flexible. Four-foot arms with paddles undoubtedly used for locomotion of some sort, marine or otherwise. When moved, display suggestions of exaggerated muscularity. As found, all these projections tightly folded over pseudo-neck and end of torso, corresponding to projections at other end.
— «Хребты Безумия»

Старцы — существа похожие на овальные бочонки тёмно-серого цвета с пятью пучками щупалец в основании, крыльями-мембранами на спине и головой в виде пятиконечной морской звезды с усиками-трубочками. Ростом примерно два метра в высоту. Обладая признаками растений, они на три четверти принадлежат к животному миру. Старцы видят при помощи глаз, которыми заканчивались пять головных щупалец. Тела имеют радиальную симметрию структуру вместо двусторонней симметрии двуногих гуманоидов, а также отличаются тем, что имеют пятидольный мозг. Размножаются при помощи спор, как папоротникообразные. Их тела невероятно крепкие, способные выдержать давление глубочайшего океана и сурового космического вакуума. Старцы способны впадать в спячку на огромные эпохи времени. Они приспособлены к любым экстремальным условиям, поэтому являются амфибиями и могут летать на большие расстояния. Они используют как органические, так и неорганические материи. В отличие от других существ «Мифов Ктулху», — Старцы созданы из обычной земной материи. Их тела серого цвета, а кровь густая и зелёная, и имеет ужасный, неописуемый смрад, который ощущается издалека. Их присутствие вызывает агрессию собак. Старцы высокоразвитая раса, они обладают секретом межзвёздных перелётов. Они не поощряют увеличения населения, за исключением случаев колонизации новых миров. Старцы колонизировали множество планет, включая Землю и создали шогготов, в качестве рабов, которые строили для них огромные города. Старцы воевали с другими инопланетными захватчиками, — Ми-Го и Потомками Ктулху. Забавы ради они создали предков человека.
Старцы первоначально заселили мелководье в районе Антарктики. Сначала они селились в воде, так как для них это было менее враждебное месте для проживания, нежели на суше под лучами древнего Солнца. Они построили первые подводные города, а затем и наземные мегаполисы по всей суши. На дне океана и использовали для освещения любопытные фосфоресцирующие организмы, хотя при случае могли прибегать к специальному, дублирующему зрение органу чувств — призматическим ресничкам; благодаря им Старцы свободно ориентировались в темноте. В воде они перемещались двумя способами: плыли, перебирая боковыми конечностями, или, извиваясь, двигались толчками, помогая себе нижними щупальцами и лженожкой. Иногда же подключали две-три пары веерообразных складных крыльев и тогда стрелой устремлялись вперёд. На суше они пользовались лженожкой, но часто, раскрыв крылья, воспаряли под небеса и летали на большие расстояния. Многочисленные щупальца, которыми заканчивались "руки", были изящными, гибкими, сильными и необычайно точными в мускульно-нервной координации, позволяя добиваться замечательного мастерства в изобразительном искусстве и других занятиях, требующих ручных операций.  
Прочность тканей тел Старцев была поистине изумительна. Даже громадное давление на дне глубочайших морей не могло причинить им вреда. Благодаря своей невероятной прочности они могли жить практически вечно, а размножение поощрялось лишь в периоды освоения территорий новых миров. Умирали немногие — и то лишь в результате несчастных случаев, так что места захоронений исчислялись единицами. То, что они погребали своих мертвецов в вертикальном положении и устанавливали на могилах пятиконечные надгробия с эпитафиями. Молодое поколение созревало быстро и получало великолепное образование, качество которого людям трудно вообразить. Высокоразвитая интеллектуальная и эстетическая сферы породили устойчивые традиции и учреждения. Была некоторая разница в устоях морских и земных Старцев, но она не касалась основных принципов.   
Старцы плотоядные, они могли, подобно растениям, питаться неорганическими веществами, но предпочитали употреблять органическую пищу, особенно животного происхождения. Жившие под водой, употребляли всё в сыром виде, но те, что населяли сушу, умели готовить. Они охотились, а также разводили скот на мясо. Старцы хорошо переносили изменения температуры и могли оставаться в воде до её замерзания. Когда в эпоху плейстоцена, около миллиона лет назад, началось резкое похолодание, Старцы использовали установки искусственного обогрева, но потом заморозки всё же заставили их снова вернуться в море. 

## Культура
У Старцев отсутствуют биологические предпосылки к семейной жизни, характерные для млекопитающих: они не разбиваются на пары и имеют много общего с растениями. Однако семьи они всё же создают, но только ради удобства и интеллектуального общения. Наземные Старцы освещали свои жилища с помощью особого устройства, в основе которого лежали электрохимические процессы. И под водой, и на суше использовали специфические столы и стулья, а также кровати-цилиндры, где они отдыхали и спали стоя, обмотавшись щупальцами. Обживая свои дома, они размещали мебель в центре комнат, оставляя стены открытыми для декоративной отделки. Обязательной частью интерьера были стеллажи, где хранились книги с прочно скреплённых пластин. Старцы могут общаться при помощи телепатии, они владеют гипнозом и способны подчинить волю других существ. Старцы ваяли и могли писать, используя характерную манеру письма, которая представляла собой комбинацией точек. При естественном освещении — пером на водоотталкивающих вощёных таблицах. Их скульптура и графика странно изменились под влиянием особой техники химического покрытия, рассчитанной на сохранение эффекта фосфоресценции.   
Общественный строй был скорее социалистическим. Торговля процветала, в том числе и между городами, а деньгами служили небольшие плоские пятиконечные жетоны, усеянные точками. Хотя цивилизация Старцев была урбанистической, сельское хозяйство и особенно животноводство, играли в ней важную роль. Старцы умели добывать руду и применяли машинное производство. Уровень технического развития позволял вести войны с захватчиками с других планет, такими, как Потомки Ктулху и Ми-Го. Старцы использовали в войнах энергетическое оружие и шогготов в качестве солдат.  
Произведения искусства Старцев:   

Техника исполнения отличалась зрелостью и совершенством; она достигла предельной изощрённости, хотя ни в одном аспекте не совпадала с традициями человеческого искусства. Столь утончённая скульптура; Подробнейше проработанные изображения флоры и фауны отличались удивительной живостью, хотя на рельефе их было великое множество; абстрактный орнамент поражал виртуозной сложностью. В арабесках, с начала до конца построенных на математических принципах, симметрично сплетались кривые и ломаные линии, причём повсюду превалировало число пять. Создатели ленточных рельефов следовали строгим формальным требованиям и практиковали очень необычную трактовку перспективы, однако сила их искусства произвела на нас глубокое впечатление, несмотря на то что художников и зрителей разделяли целые геологические периоды. Их композиционный метод основывался на странном сочетании плоскостных и двухмерных объектов и воплощал в себе глубочайший психологический анализ, не свойственный ни одному древнему народу. Бесполезно искать что-нибудь подобное этому искусству в наших музеях. Те, кто ознакомится с фотографиями, усмотрят в них некоторую аналогию разве что с самыми гротескными идеями наиболее дерзких футуристов.Оригинальный текст (англ.)The technique, we soon saw, was mature, accomplished, and aesthetically evolved to the highest degree of civilised mastery; though utterly alien in every detail to any known art tradition of the human race. In delicacy of execution no sculpture I have ever seen could approach it. The minutest details of elaborate vegetation, or of animal life, were rendered with astonishing vividness despite the bold scale of the carvings; whilst the conventional designs were marvels of skilful intricacy. The arabesques displayed a profound use of mathematical principles, and were made up of obscurely symmetrical curves and angles based on the quantity of five. The pictorial bands followed a highly formalised tradition, and involved a peculiar treatment of perspective; but had an artistic force that moved us profoundly notwithstanding the intervening gulf of vast geologic periods. Their method of design hinged on a singular juxtaposition of the cross-section with the two-dimensional silhouette, and embodied an analytical psychology beyond that of any known race of antiquity. It is useless to try to compare this art with any represented in our museums. Those who see our photographs will probably find its closest analogue in certain grotesque conceptions of the most daring futurists.
— «Хребты Безумия»
Архитектура Старцев

-Не столь удивительной, но всё же загадкой были странные входы пещер, рядом с которыми особенно изобиловали те самые выступы — они представляли собой ещё одну загадку из-за поразительно правильных очертаний. Они были близки к прямоугольнику или полукругу, словно природные отверстия выправляла с точной симметрией какая-то волшебная рука.

-Безымянный каменный лабиринт состоял по большей части из стен высотой от 10 до 150 футов (я имею в виду то, что торчало надо льдом) и толщиной от пяти до десяти. Они были сложены преимущественно из сланцевых и песчаниковых блоков размером примерно 4×6×8 футов, хотя в отдельных местах помещения были вырублены непосредственно в коренной породе — докембрийском сланце. Размеры строений существенно разнились; где-то тянулись на громадное расстояние ряды, похожие на соты, где-то стояли отдельные здания помельче. Преобладали конические, пирамидальные, а также уступчатые формы, хотя немало было и правильных цилиндров, кубов, комбинаций из кубов, других прямоугольных форм; а в одном месте мы заметили несколько причудливых остроугольных построек — пятиконечные в плане, они немного напоминали современные фортификационные сооружения. Неведомые строители умели возводить арки и часто пользовались этим искусством, а в эпоху расцвета, вероятно, в городе встречались и купола.Оригинальный текст (англ.)-The curious cave-mouths, near which the odd formations seemed most abundant, presented another albeit a lesser puzzle because of their regularity of outline. They were, as Lake’s bulletin had said, often approximately square or semicircular; as if the natural orifices had been shaped to greater symmetry by some magic hand.
- The nameless stone labyrinth consisted, for the most part, of walls from 10 to 150 feet in ice-clear height, and of a thickness varying from five to ten feet. It was composed mostly of prodigious blocks of dark primordial slate, schist, and sandstone—blocks in many cases as large as 4 × 6 × 8 feet—though in several places it seemed to be carved out of a solid, uneven bed-rock of pre-Cambrian slate. The buildings were far from equal in size; there being innumerable honeycomb-arrangements of enormous extent as well as smaller separate structures. The general shape of these things tended to be conical, pyramidal, or terraced; though there were many perfect cylinders, perfect cubes, clusters of cubes, and other rectangular forms, and a peculiar sprinkling of angled edifices whose five-pointed ground plan roughly suggested modern fortifications. The builders had made constant and expert use of the principle of the arch, and domes had probably existed in the city’s heyday.
— «Хребты Безумия»

## История
Старцы пришли из далёких глубин космоса на молодую Землю несколько миллиардов лет назад, вскоре после образования Луны. В то время они были высокоразвитой в технологическом отношении расой, но использовали свои знания только в случае крайней необходимости. Старцы ушли со своей планеты, считая механистическую цивилизацию губительной для эмоциональной сферы. Название их родной планеты не упоминается. Старцы создали первую жизнь на Земле и в первую очередь, их учёные создали шогготов, в качестве рабов, которые строили огромные города по всей планете. Ко времени эволюции человечества, Старцы уже вырождались как раса и утратили возможности совершать полёты на своих огромных крыльях в «эфире» космоса.   
Старцы прибыли на землю миллиарды лет назад, задолго до появления первых живых организмов. Долгое время они были единственными обитателями Земли. Но потом на землю прибыли другие инопланетяне, — Ми-Го и Потомки Ктулху, которые обладали аномальной структурой тела и были враждебны для Старцев. В результате кровопролитной войны Старцы заключили мир с Потомками Ктулху, согласно которому Старцы отступили в Антарктиду, а Потомки Ктулху остальную сушу. Позже в результате очередных тектонических изменений город Р'льех затонул со всеми космическими осьминогами в придачу. Старцы снова оказались единственными хозяевами планеты.  
Цивилизация медленно деградировала. В результате земные Старцы потеряли способность к межзвёздным перелётам и навыки генной инженерии, поэтому Старцы теперь могли только модифицировать имеющиеся. В то время начались первые проблемы с созданными ими как рабочая сила шогготами, которым создатели предоставили больший, чем было необходимо, интеллект. 150000000 лет назад шогготы стали неуправляемыми, но были побеждены с использованием энергетического оружия, что распилило их на атомы. В Юрский период на Землю напали Ми-Го. Старцы предприняли попытку снова выйти в космос, но так и не смогли покинуть пределов атмосферы. Ми-Го вытеснили Старцев в район Антарктиды. Тамошние города деградировали и просуществовали до обледенения, которое окончательно покрыло материк льдом.  
В конце концов, наступление ледникового периода и восстание шогготов привело к исчезновению расы Старцев. Смещение земной коры вызвали разрушения многих городов. В настоящее время на руинах антарктического города Старцев можно найти особей находящихся в спячке. Окончательная судьба Старцев неясна, а учёные предполагают, что скрытые подводные города могут всё ещё существовать в некоторых местах Земли. В запрещённых текстах есть намёки на то, что Старцы всё ещё живут где-то среди звёзд.

## Название
Лавкрафт называет Старцев (англ. Elder Things) в буквальном смысле старейшими существами во Вселенной — отсюда и название. Лавкрафт часто именует инопланетных существ и божества как Древние, в общем смысле этого слова, что применяется как эпитет, для обозначения древних сущностей. Кроме того, называние воплощает тягу Лавкрафта к старине. Лавкрафт не ограничивался в своём творчестве списком существ или кастами инопланетян, — напротив, его миры полны хаоса. В своём уникальном художественном стиле для него наиболее важной была подача мифов о неких древних существах, а не строгая структура, которая бы преждевременно раскрывала всю интригу.   
На протяжении всего своего творчества Лавкрафт упоминает Древних (англ. Ancient Ones), Древних богов (англ. Ancient Gods), Древнюю расу (англ. Ancient race), Старейшин (англ. Elder Ones), Старшую расу (англ. Elder race) и похожие названия, но их описание меняется, адаптируясь под изменившиеся интересы автора. Однако, связь Старцев и Древних богов не описывается и является предметом споров.   
«Старцы» — двусмысленный термин в «Мифах Ктулху», который может означать: 
- Старцы (англ. Elder Things), как вид инопланетной формы жизни («Хребты Безумия»).
- Великие Древние (англ. Great Old Ones), которые пребывают в заточении на Земле, включая Ктулху («Зов Ктулху»).
- Внешние боги (англ. Outer Gods), которые обитают Извне космоса («Ужас Данвича»).
- Существа (англ. Things), которые таятся в морских глубинах. Возможно, родственные Старцам или Шогготам. («Тень над Иннсмутом»).
- Жители К'н-яна (англ. K'n-yan), которые обитают в подземном полупризрачном мире упоминают творцов пришедших со звёзд («Курган»).
- Живые сущности (англ. Living entities) в мире с тремя солнцами. Возможно, родственные Старцам («Грёзы в ведьмовском доме»).